# Manuel Quintana
Manuel Pedro de la Quintana Sáenz Gaona (Buenos Aires, 18 de outubro de 1835 - 12 de março de 1906) foi um advogado, político e estadista argentino que exerceu a presidência da nação de 1904 a 1906. Antes de chegar à presidência foi deputado e depois senador por Buenos Aires. Também foi docente universitário.
Em sua gestão cabe destacar o incentivo à imigração, a expansão das ferrovias, o aumento do intercâmbio comercial e a melhora geral da economia argentina, aumentando as exportações, com a ampliação das áreas de cultivo de trigo, milho e linho. Autoriza a construção do Palácio dos Correios e nacionaliza a Universidade de La Plata. Devido ao grande número de crianças analfabetas sanciona a Lei Láinez, criando escolas rurais e elementares nas províncias. Regulamentou o descanso dominical e as profissões liberais.
Morreu em 12 de março de 1906, antes de concluir o mandato, assumindo o governo o seu vice, José Figueroa Alcorta.